# 2923 Schuyler
2923 Schuyler је астероид главног астероидног појаса са средњом удаљеношћу од Сунца која износи 2,456 астрономских јединица (АЈ).
Апсолутна магнитуда астероида је 13,6.